# Морітц Брошинськи
Морітц Брошинськи (нім. Moritz Broschinski, нар. 23 вересня 2000, Фінстервальде, Німеччина) — німецький футболіст, нападник клубу «Бохум».

## Ігрова кар'єра
Морітц Брошинськи почав займатися футболом у клубі «Енергі», де провів більшу частину своєї юнацької кар'єри. Першу гру в основі футболіст провів у лютому 2018 року.
Перед початком сезону 2020/21 Брошинськи перейшов до складу дортмунської «Боруссії». Але провівши в клубі три сезони, нападник грав лише за другий склад «Боруссія II» у Регіональній лізі та Ліга 3. У січні 2023 року Брошинськи перейшов до клубу «Бохум», з яким підписав контракт на три з половиною роки. Першу гру в новій команді нападник провів 4 лютого, коли вийшов на заміну у матчі проти «Гоффенгайм 1899» і в першій грі одразу відзначився забитим голом.